# Kees Schouten

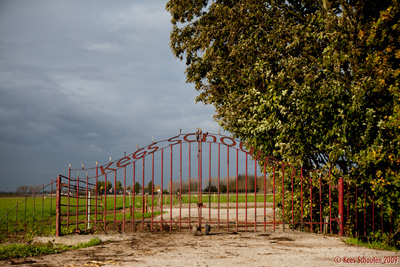
Een fotowerk van Kees Schouten uit 2009

Kees Schouten (Heemskerk, 1961) is een Nederlands beeldend kunstenaar.
Nadat hij in 1984 de Kunstacademie van Amsterdam verliet, maakte hij schilderijen in olieverf. Deze waren meestal abstract.
Sinds 1995 maakt hij fotowerken. Zijn werken uit 2008 - 2010 gaan over racisme, fascisme, schuld en de omgang met het verleden. De werken uit 2009 hebben een relatie met de toegangspoort van het concentratiekamp Auschwitz waarboven de leus "Arbeit macht frei" te lezen is. Hierbij is de derde letter (B) omgekeerd. Ook in het fotowerk van Kees Schouten is de derde letter van zijn naam omgekeerd. Zo maakt hij duidelijk dat de geschiedenis, het verleden, onderdeel uitmaakt van hem zelf, zijn persoon.
In 2010 is hij teruggekeerd naar het maken van abstract werk, althans van werken die op het eerste gezicht abstract lijken. In feite zijn het stillevens (vazen met bloemen) die vanuit een zodanig standpunt zijn vastgelegd dat niet onmiddellijk te zien is wat het object in feite is.